# Celtic de Paris
Le Celtic De Paris était une équipe française de rugby à XIII, basée à Paris.
Le club jouait la plupart de ses matchs à la Cipale (actuel vélodrome Jacques-Anquetil), au stade de Paris à Saint-Ouen et parfois au Parc des Princes. Son président emblématique était Maurice Tardy qui, dans les années 1950, avait fait venir des vedettes de ce sport comme Puig-Aubert et Élie Brousse. Après avoir joué en élite, le club disparaît dans les années 1970.

## Histoire
Selon la littérature « treiziste » , il était prévu que le club prenne part au championnat de France dès le mois d'octobre 1934 en même temps que onze autre clubs dont un autre parisien : le Sport Olympique de Paris.
Néanmoins, l'ouvrage de Mike Rylance « The Forbidden game » indique que le club fait partie de la « Poule B » lors de la saison 1935-1936.
Au sortir d'un tournée triomphale de l'équipe de France de rugby à XIII, un projet monté par Maurice Tardy voit le jour dans la capitale Paris avec en toile de fonds une rivalité entre un rugby à XIII qui revendique son professionnalisme et mise sur un jeu plus clair et plus riche de phases offensives et un rugby à XV « théoriquement » amateur où la défense prime sur l'attaque et dont la dernière finale de Coupe de France a débouché sur le score de 6-3 sans qu'aucun essai ne fut marqué. Sur les bases d'un club parisien basé à Saint-Denis nommé « Celtic », Maurice Tardy décide de monter une équipe qui puisse rivaliser en Championnat de France pour le titre national et remplir pour les grandes affiches le Parc des Princes et se replier sur le Cipale pour les affiches moindres. Pour la saison 1951-1952, il dessine une équipe avec de grands noms, il convainc tour à tour Roger Arcalis arrière de l'équipe de France de rugby à XV, Yvon Lopez de Lyon XIII passé par l'AS Montferrand, le pilier Abadié, Francis Lévy du XIII Catalan, Dushort, Duthoit, Lasserre, Prévost de Bergerac, Raoul Pérez de Marseille, Julien Bernard, Élie Brousse de Lyon, Alfonso, Vacher de l'ASPTT, l'international Henri Durand, René Moulis, le tout entraînés par Robert Samatan et Georges Caussarieu. Gérard Dufau, capitaine du Racing fut également annoncé mais reste à XV, contrairement à Crabos arrivé en septembre 1951. Le Celtic commence sa saison à Avignon avec les ajouts de Maurice Bellan et Jochem, et remporte la rencontre 17-12.
Durant la saison 1952-1953, l'équipe alignait les internationaux Puig-Aubert, Henri Durand, Maurice Bellan, René Moulis, Élie Brousse, Francis Lévy et René Duffort.

## Joueurs emblématiques
- Roger Arcalis
- Maurice Bellan
- René Bernard
- Élie Brousse
- Raymond Contrastin[5].
- René Duffort
- Henri Durand
- Raymond Jochem
- Joseph Lapoterie
- René Lasserre
- Francis Lévy
- Sylvain Ménichelli
- René Moulis
- Puig-Aubert

## Bilan du club toutes saisons et toutes compétitions confondues
| Année                                      | Année                                      | Saison régulière                           | Saison régulière                           | Saison régulière                           | Saison régulière                           | Saison régulière                           | Saison régulière                           | Saison régulière                           | Saison régulière                           | Phase finale                               | Phase finale                               | Phase finale                               | Phase finale                               | Phase finale                               | Phase finale                               | Phase finale                               | Coupe              |
| Année                                      | Année                                      | Class.                                     | Points                                     | MJ                                         | V.                                         | N.                                         | D.                                         | Pp.                                        | Pc.                                        | Perf.                                      | MJ                                         | V.                                         | N.                                         | D.                                         | Pp.                                        | Pc.                                        | Performance        |
| Championnat de France de première division | Championnat de France de première division | Championnat de France de première division | Championnat de France de première division | Championnat de France de première division | Championnat de France de première division | Championnat de France de première division | Championnat de France de première division | Championnat de France de première division | Championnat de France de première division | Championnat de France de première division | Championnat de France de première division | Championnat de France de première division | Championnat de France de première division | Championnat de France de première division | Championnat de France de première division | Championnat de France de première division | Coupe de France    |
| 1952                                       | 1952                                       | 10e                                        |                                            |                                            |                                            |                                            |                                            |                                            |                                            | Non qualifié                               |                                            |                                            |                                            |                                            |                                            |                                            | Huitième-de-finale |
| 1953                                       | 1953                                       | 7e                                         |                                            |                                            |                                            |                                            |                                            |                                            |                                            | Non qualifié                               |                                            |                                            |                                            |                                            |                                            |                                            | Demi-finale        |
| 1954                                       | 1954                                       |                                            |                                            |                                            |                                            |                                            |                                            |                                            |                                            |                                            |                                            |                                            |                                            |                                            |                                            |                                            | ?                  |
| 1955                                       | 1955                                       | 11e                                        |                                            |                                            |                                            |                                            |                                            |                                            |                                            | Non qualifié                               |                                            |                                            |                                            |                                            |                                            |                                            | Huitième-de-finale |
| 1956                                       | 1956                                       | 13e                                        |                                            |                                            |                                            |                                            |                                            |                                            |                                            | Non qualifié                               |                                            |                                            |                                            |                                            |                                            |                                            | Huitième-de-finale |